# Henri de Sully
Henri de Sully (Soliac  (Berry) Francia-Bourges, Francia, 11 de septiembre de 1199) fue un cardenal francés miembro de la Orden del Císter, hijo de Archambaud y nieto de Guillermo de Blois, ambos señores de Sully, y bisnieto de Esteban II de Blois.

## Biografía
Henri de Sully fue abad de la Abadía de Nuestra Señora del Santo Lugar (Notre Dame du Saint-Lieu). En 1183, fue elegido patriarca y arzobispo de Bourges. El papa Urbano III le nombró después cardenal en el consistorio del sábado de Pentecostés en 1186. Henri de Sully forma parte del legado de Aquitania. No participó en ninguna elección papal.